# Abdij van Savigny

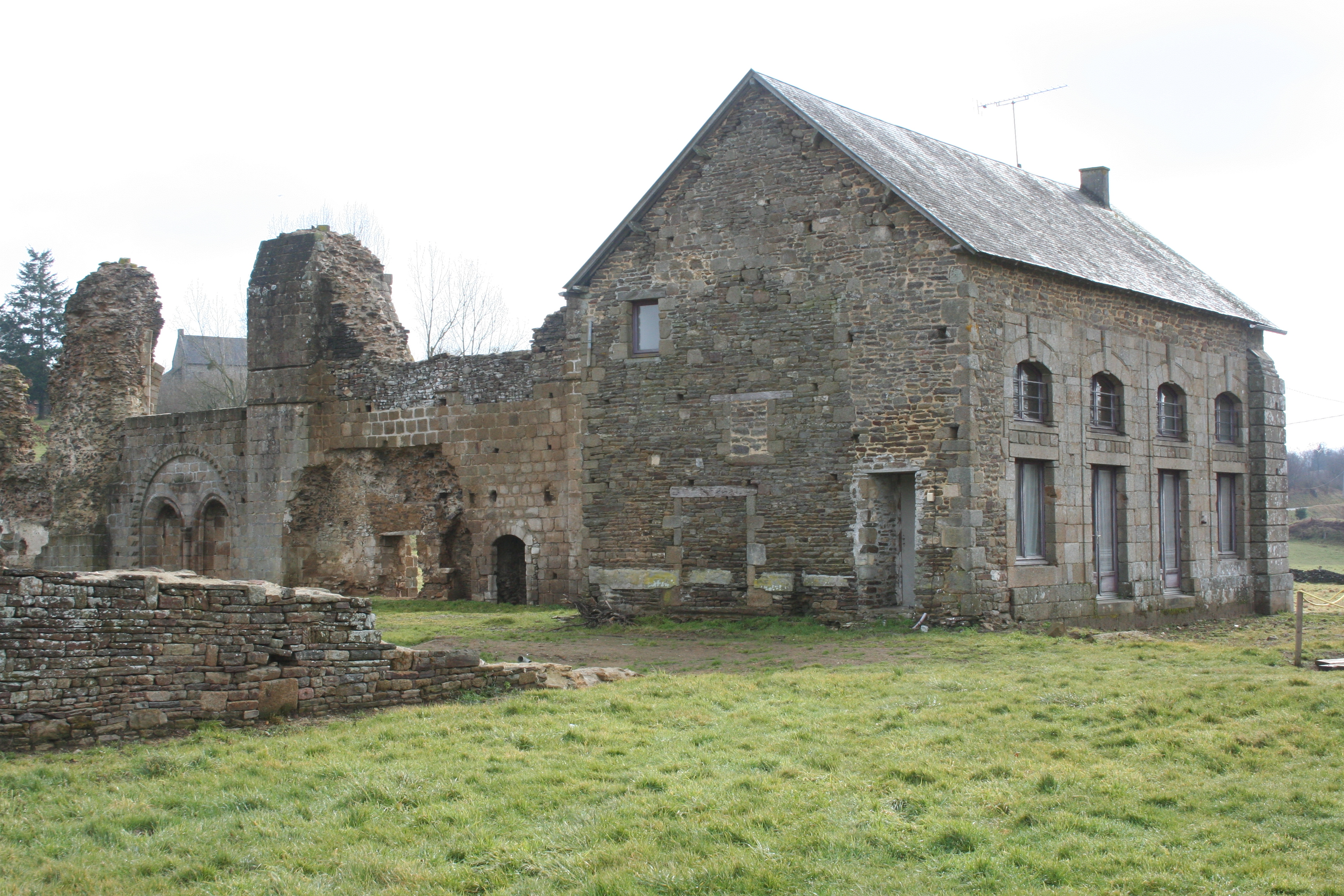
Abdij van Savigny

De abdij van Savigny is een voormalige Franse abdij in Savigny-le-Vieux, aan de grens van Normandië en Bretagne, in het bisdom Coutances. Ze ontstond in 1105 toen Vitalis van Mortain een kluizenarij oprichtte bij het bos in Savigny. De abdij lag aan de oorsprong van de Orde van Savigny.

## Oprichting

Plan van de voormalige abdij

Vitalis was aanvankelijk een kanunnik van de collegiale kerk van Saint-Evroul. Hij nam ontslag bij zijn voorganger om als kluizenaar te leven onder begeleiding van Robert van Arbrissel in het bos van Craon, Anjou. Hierna trok hij zich terug in het bos van Savigny, waar hij zijn eigen kluizenarenabdij (hermitage) opbouwde.
Het aantal discipelen dat zich toen om hem heen verzamelde, maakte de bouw van adequate gebouwen noodzakelijk, waarin het monastieke leven werd ingesteld volgens de regel van Benedictus, conform de interpretatie van de cisterciënzers. De gemeenschap droeg grijze gewaden. Vanaf 1112 verstrekte de plaatselijke landheer, Rudolph van Fougeres, de subsidies die hij vroeger aan abt Vitalis had verstrekt aan het klooster van Vitalis. Dit wordt algemeen beschouwd als het moment van stichting van het klooster. Eenmaal stevig gevestigd, was de groei snel en werd het al spoedig een van de meest gevierde abdijen in Frankrijk. De oprichter werd heilig verklaard, en veel van zijn opvolgers als abt van dit klooster, evenals eenvoudige monniken van de abdij, werden heilig verklaard of zalig verklaard door de kerk, waarvan de bekendste Sint-Aymon was.

## Uitbreiding

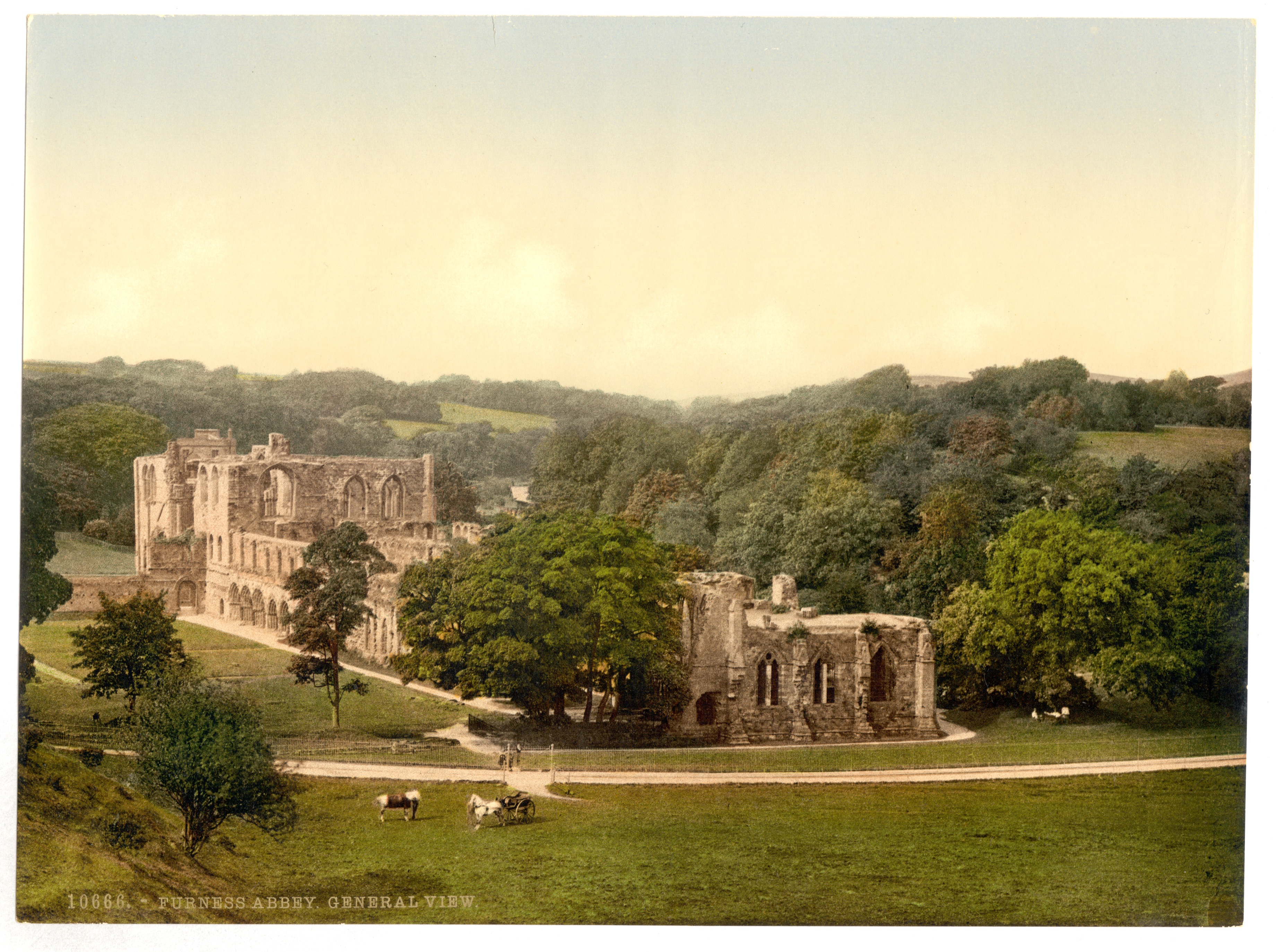
Abdij van Furness

De orde richtte nieuwe abdijen op in Engeland, gelegen in Cumbria, waaronder de abdij van Furness en de abdij van Calder. In 1119 nam paus Celestinus II de congregatie onder zijn bescherming en prees deze aan bij de notabele families in de omgeving.

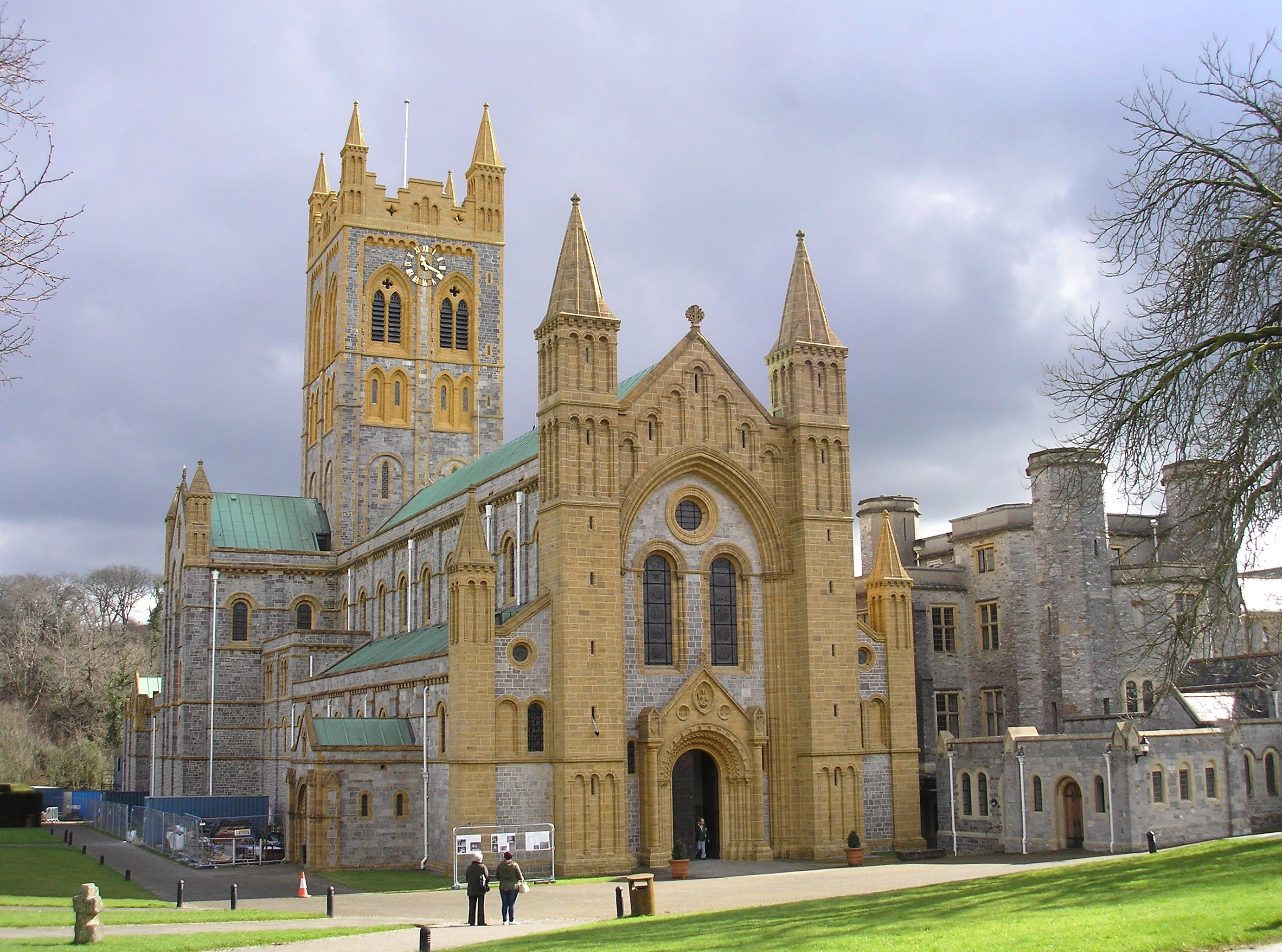
Abdij van Buckfast

Onder Geoffroy, de opvolger van Vitalis, vestigde Hendrik I van Engeland negenentwintig genereus voorziene kloosters van deze congregatie in gedeeltelijk zelf-regerende onderdelen van het Britse Rijk (of later van het Britse Gemenebest). Deze gedeeltelijk zelf-regerende onderdelen werden ook wel kroonkolonies genoemd, of in het Engels: 'Dominions'.
Vroeg in de twaalfde eeuw werd de abdij van Buckfast geïncorporeerd in de benedictijnse congregatie van Savigny. De kloosters van Basingwerk (Flintshire) en Neath (Glamorgan) in Wales werden opgericht als Savygnistische gemeenschappen, evenals de abdij van Combermere. De abdij van St. Maria in Dublin was in 862 oorspronkelijk opgericht als Benedictijns klooster, maar werd in 1139 aan de orde van Savigny gegeven.
Binnen dertig jaar na haar oprichting stond Savigny op basis van het aantal vestigingen aan het hoofd van de congregatie en omvatte zij 33 kloostergemeenschappen.

## Verbinding met de cisterciënzers
Tegen 1147 had de orde financiële en administratieve problemen. Abt Serlo, de derde opvolger van de oprichter, vond het moeilijk om zijn jurisdictie over de Engelse kloosters te behouden, die zich onafhankelijk wilden maken. Hij besloot de hele congregatie aan de abdij van Cîteaux te verbinden, wat tot stand kwam bij het generaal kapittel van 1147. Verschillende Engelse kloosters die hiertegen bezwaar maakten, moesten zich uiteindelijk onderwerpen aan paus Eugenius III (1148). Elk van de nieuw aangesloten huizen werd bevraagd en in overeenstemming gebracht met de structuren en normen van de Cisterciënzer orde.

## Latere geschiedenis
Langzaam maar zeker werd de discipline ontspannen, en nadat aanbeveelde abten werden geïntroduceerd (1501), kreeg het haar aanvankelijke grootsheid niet meer terug. In 1509 werd de abdij geplunderd en gedeeltelijk verbrand door de calvinisten, en in de verslagen van het volgende jaar worden slechts vierentwintig monniken vermeld.
De abdij bleef bestaan totdat de Franse Revolutie het tot een hoop ruïnes reduceerde en de toen bestaande leden verspreidde. Van al zijn vroegere afhankelijkheden is alleen La Grande Trappe nog steeds een dochter van de abdij Le Breuil-Benoît, die een directe stichting van Savigny was.